# Appenzell (stad)

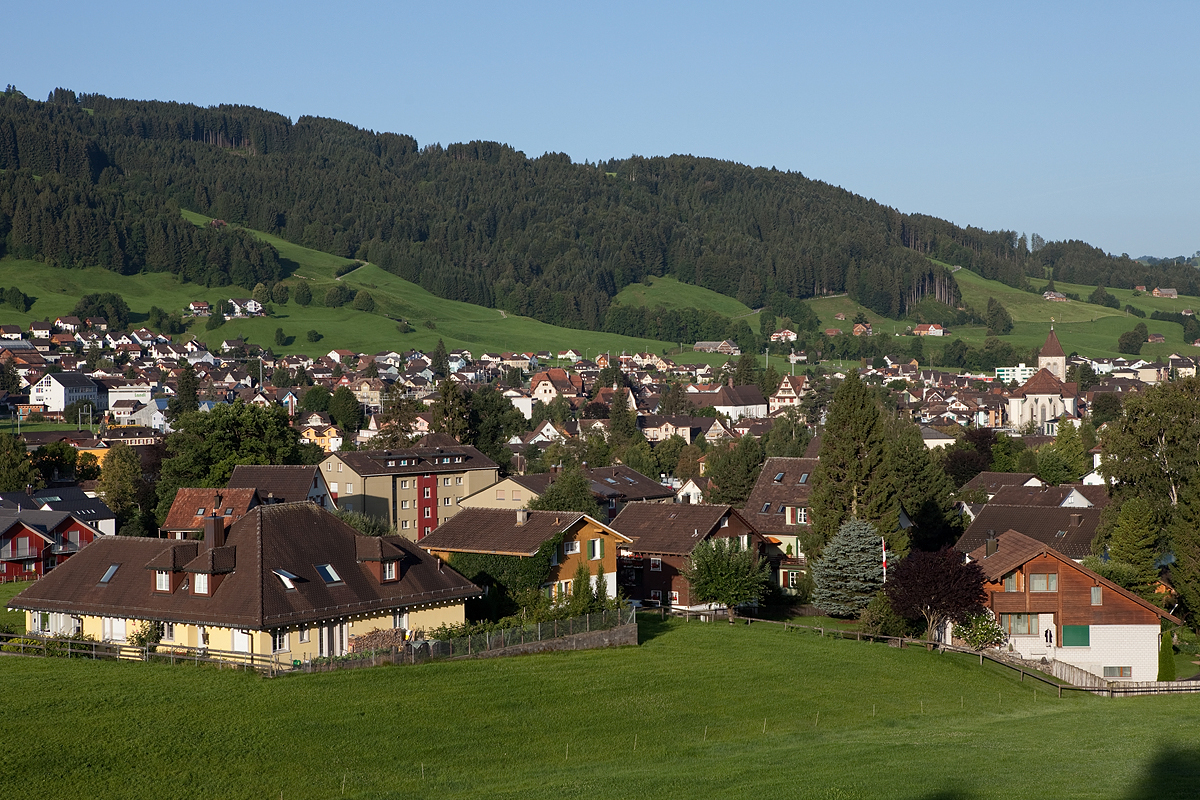
Staden Appenzell.

Appenzell är en ort i kantonen Appenzell Innerrhoden i Schweiz. Orten ligger cirka 780 meter över havet och är kantonens huvudort.
Orten Appenzell delas mellan distrikten (motsvarande kommuner) Appenzell och Schwende-Rüte. Den ligger vid floden Sitter. Appenzell omnämndes år 1071 som Abbacella.